# Dacetinops cirrosus
Dacetinops cirrosus är en myrart som beskrevs av Taylor 1965. Dacetinops cirrosus ingår i släktet Dacetinops och familjen myror. Inga underarter finns listade i Catalogue of Life.

## Bildgalleri

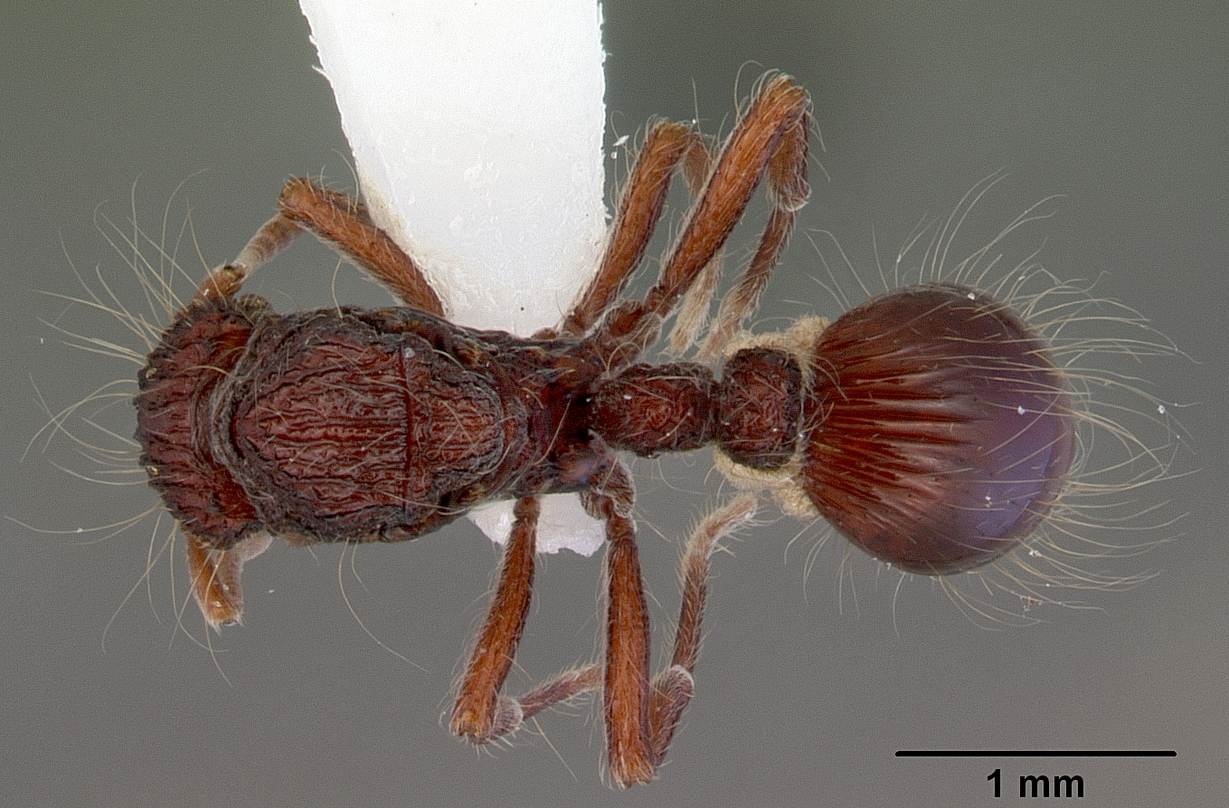
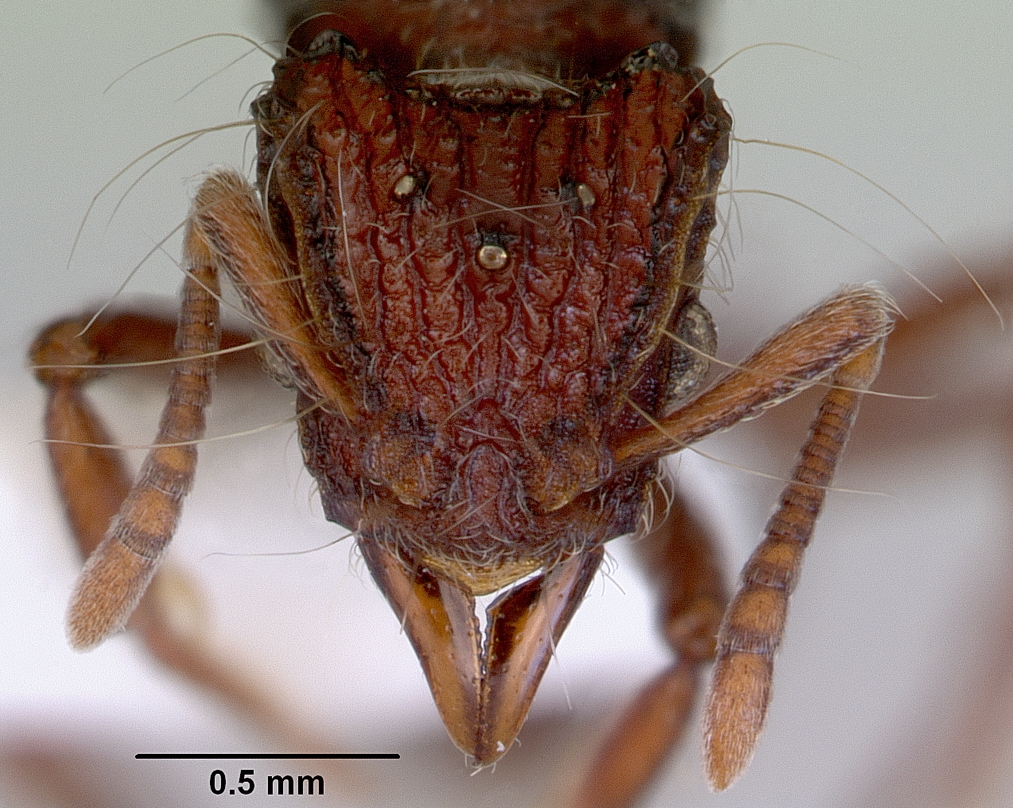
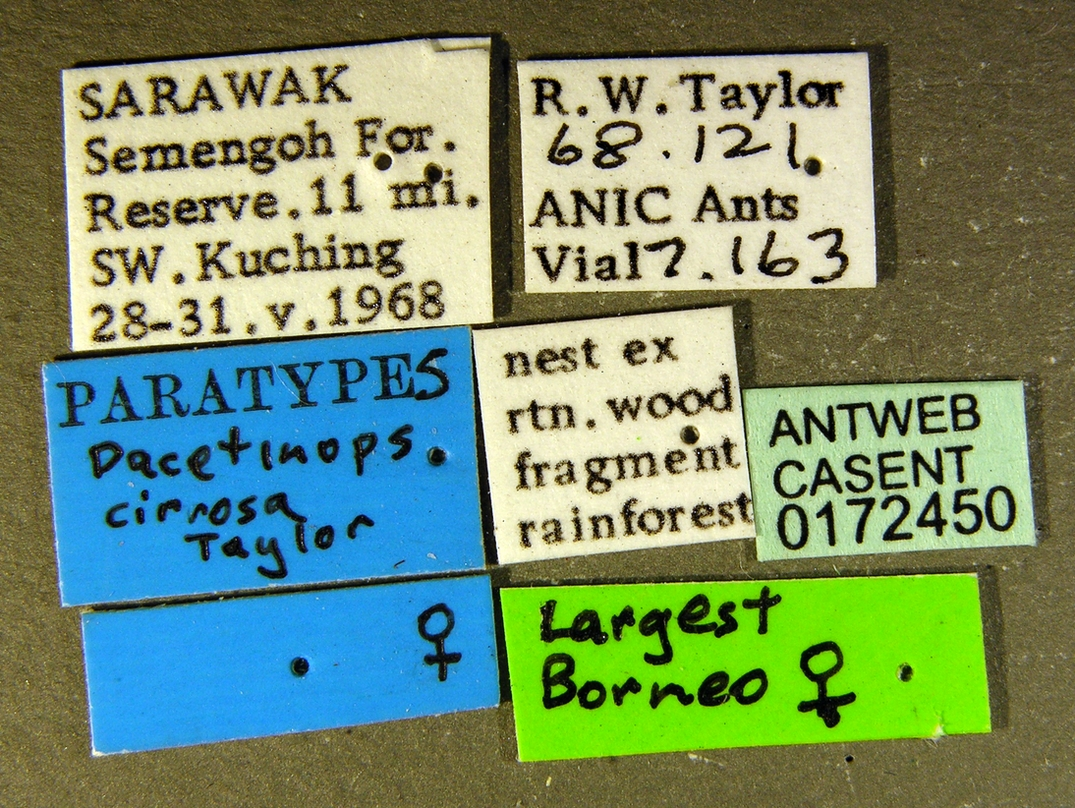
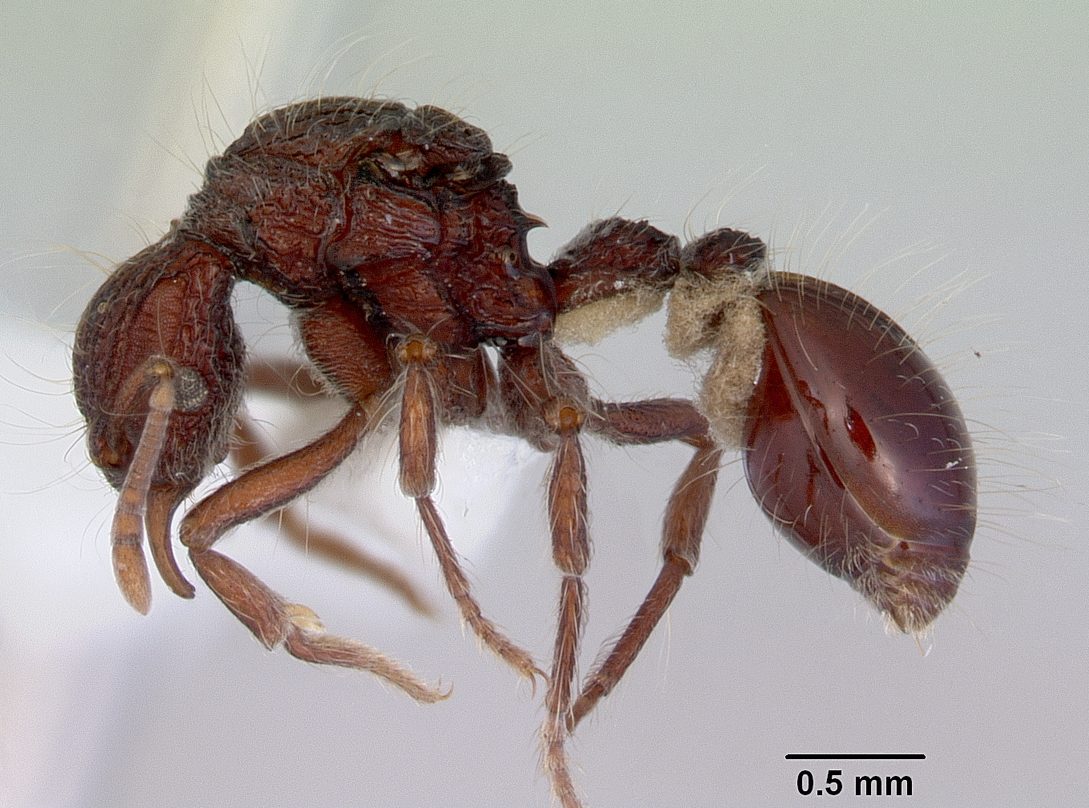
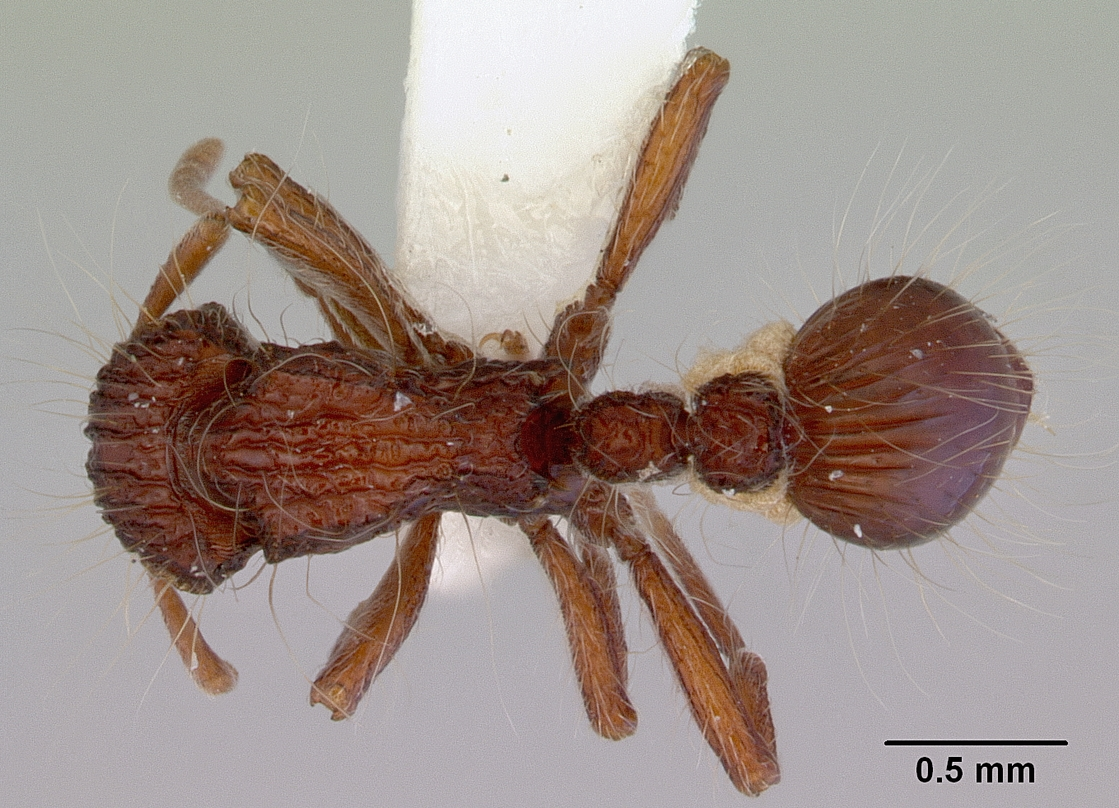
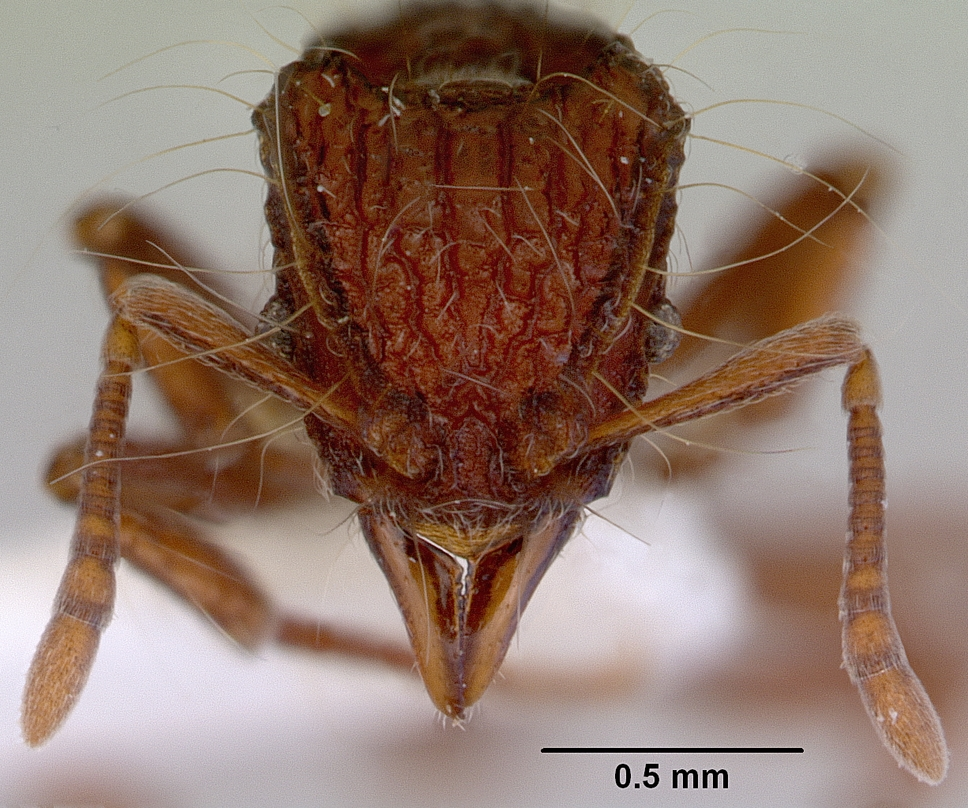